# グス・ロドリゲス

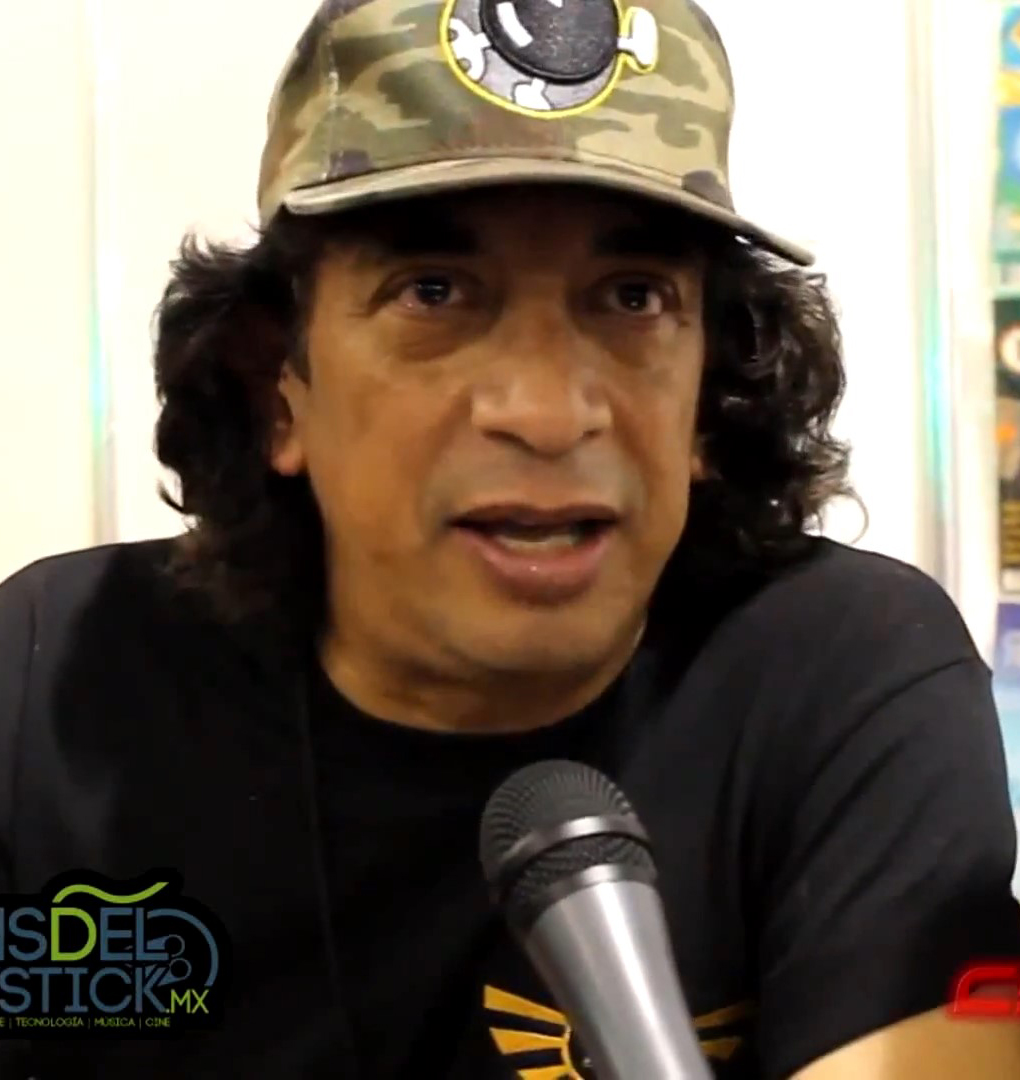
グス・ロドリゲス

グス・ロドリゲス（スペイン語：Gus Rodríguez、フルネーム：グスタボ・ロドリゲス Gustavo Rodríguez、1960年5月28日 - 2020年4月11日）は、主にメキシコとラテンアメリカの任天堂のビデオゲーム製品の前駆体として、メキシコ人の有名な出版社、編集者およびライター。また、任天堂の最も有名なスペイン語圏の国でのゲーマーやファンとして知られている。

## 経歴
ラテンアメリカの公式クルブ・ニンテンドーのための雑誌の編集者としての彼の始まりは、ペペ・シエラと並んで、90年代に始まった。雑誌を作成するためのオリジナルのアイデアは菊池照秀（彼はまた、当時の任天堂アメリカの荒川實社長の友人でもありました）という名前伊藤忠商事の従業員出身でした。
当時、グスとペペはメキシコの俳優やコメディアン、エウヘニオ・デルベス率いるホームコメディ「Derbez en Cuando」に脚本家として働いていた。
1995年には、グスは、メキシコでメインテーマが主に任天堂のビデオゲームのテレビ番組を始めた。この番組のタイトルは「Nintendomanía」だった。番組は、1995年3月から2000年7月まで5年間放映された。
2014年2月には、彼の息子とNintendomaníaのオリジナルキャストの一部の人々は、再び「Power Up! Gamers」として知られているビデオゲームプログラム（任天堂、ソニー、マイクロソフトのすべてのコンソール上でこの時間）を形成するために返される。

### 死去
2019年10月頃から肺癌を患っていたが、2020年4月10日に死去。61歳没。